# Manfred Fojcik
Manfred Paweł Fojcik (ur. 16 lipca 1924 w Zabrzu) – polski piłkarz, grający na pozycji napastnika.

## Kariera
Karierę zaczynał w klubie Reichsbahn SV Borsigwerk, później grał w barwach Górnika Zabrze, z którym zdobył dwukrotnie tytuł Mistrza Polski (1957 i 1959), co było jego największym osiągnięciem.